# Østfold
Østfold ou Folde Oriental é um condado do sudeste da Noruega, com 3 730 km² de área e 312 150 habitantes (2024). Faz fronteira com o condado Akershus e com a Suécia a nordeste. A capital é a cidade de Sarpsborg.

Fica situado nas margens do fiorde de Oslo. Constitui uma região ondulada por colinas (240–300 m de altitude), coberta de espessas florestas no Norte e Leste. Contava com estaleiros navais, indústrias químicas, da borracha, madeireiras e de papel. É uma região turística.

A 1 de Janeiro de 2020, este condado tornou-se, controversamente, parte do novo condado de Viken, criado pela fusão dos condados de Akershus, Buskerud e Østfold.
Em 1 de janeiro de 2024, o condado de Viken foi dissolvido, e Østfold, Akershus e Buskerud passaram a ser condados próprios.

## Comunas
O condado de Østfold estava subdividido em 18 comunas (Kommuner, em norueguês) a nível local :
- Aremark
- Askim
- Eidsberg
- Fredrikstad
- Halden
- Hobøl
- Hvaler
- Marker
- Moss
- Rakkestad
- Rygge
- Rømskog
- Råde
- Sarpsborg
- Skiptvet
- Spydeberg
- Trøgstad
- Våler i Østfold